# سنوات الإشهار
سنوات الإشهار هو فيلم جزائري بطولة الفيلم يتقاسمها كل من عثمان عريوات والممثل أحمد بن حصير في دور العقيد، كما تكفل الأول بالإشراف الكامل على العمل من التمثيل والإخراج والتركيب، وقد تعرض للمنع من البث من طرف السلطات العمومية في قاعات السينما، بسبب تضمنه مشاهد قد يتم تأويلها بشكل خاطئ على أنها انتقاد للجيش الوطني الشعبي، من خلال تقمص عثمان عريوات دور ضابط سام برتبة جنرال، وذلك رغم أن عريوات أضاف مشهدا في نهاية الفيلم يظهر فيه مستيقظا لتوه من النوم، في إشارة إلى أن الأحداث كانت تدور في الأحلام وليس في الواقع، ويعتبر فيلم “سنوات الإشهار” أول فيلم جزائري يلامس دور المؤسسة العسكرية في حياة الجزائريين، وصورت مشاهده في مدينة أمدوكال بولاية باتنة، وقد تم توقيف التصوير عدة مرات بسبب استهلاك الميزانية.
وكان بطل فيلم “كارنفال في دشرة”، عثمان عريوات، قد صرح فيما مضى بأن وزارة الثقافة اشترطت حذف بعض المشاهد مقابل التكفل بإرسال الفيلم إلى إيطاليا لتحويله إلى 35 ملم، الأمر الذي رفضه المعني، ورغم أن الفيلم الذي ينتظر ان يكون أحد اضخم الأعمال السينمائية يدوم ثلاث ساعات، إلا أنه يحتمل تقليص مدته لطوله.

## بداية التصوير
انطلق تصوير فيلم سنوات الإشهار عام 2002، بمشاركة نخبة من فناني الكوميديا في الجزائر، منهم العمري كعوان وأحمد بن حصير، بهدف تقديم قراءة لحقبة العشرية الحمراء التي شهدت عدة تحولات اجتماعية وسياسية، ارتبطت بالعنف الدموي وبانقلاب موازين القيم التي قذفت ببعض الانتهازيين والوصوليين إلى الواجهة، بحثا عن موطئ قدم تحت شمس النخبة السياسية والاجتماعية، المستندة إلى سلوكات التزلف والتملق.

## أماكن التصوير
- مدينة بسكرة

- أولاد جلال

- الدوسن

- مشونش

- القنطرة

- امدوكال[5]
- باريس[6]

## أبطال الفيلم
- عثمان عريوات
- أحمد بن حصير
- بختى محمد العربي